# Benetton B192
Der Benetton B192 ist ein Formel-1-Rennwagen, der von Benetton in der Formel-1-Weltmeisterschaft 1992 eingesetzt wurde.

## Geschichte

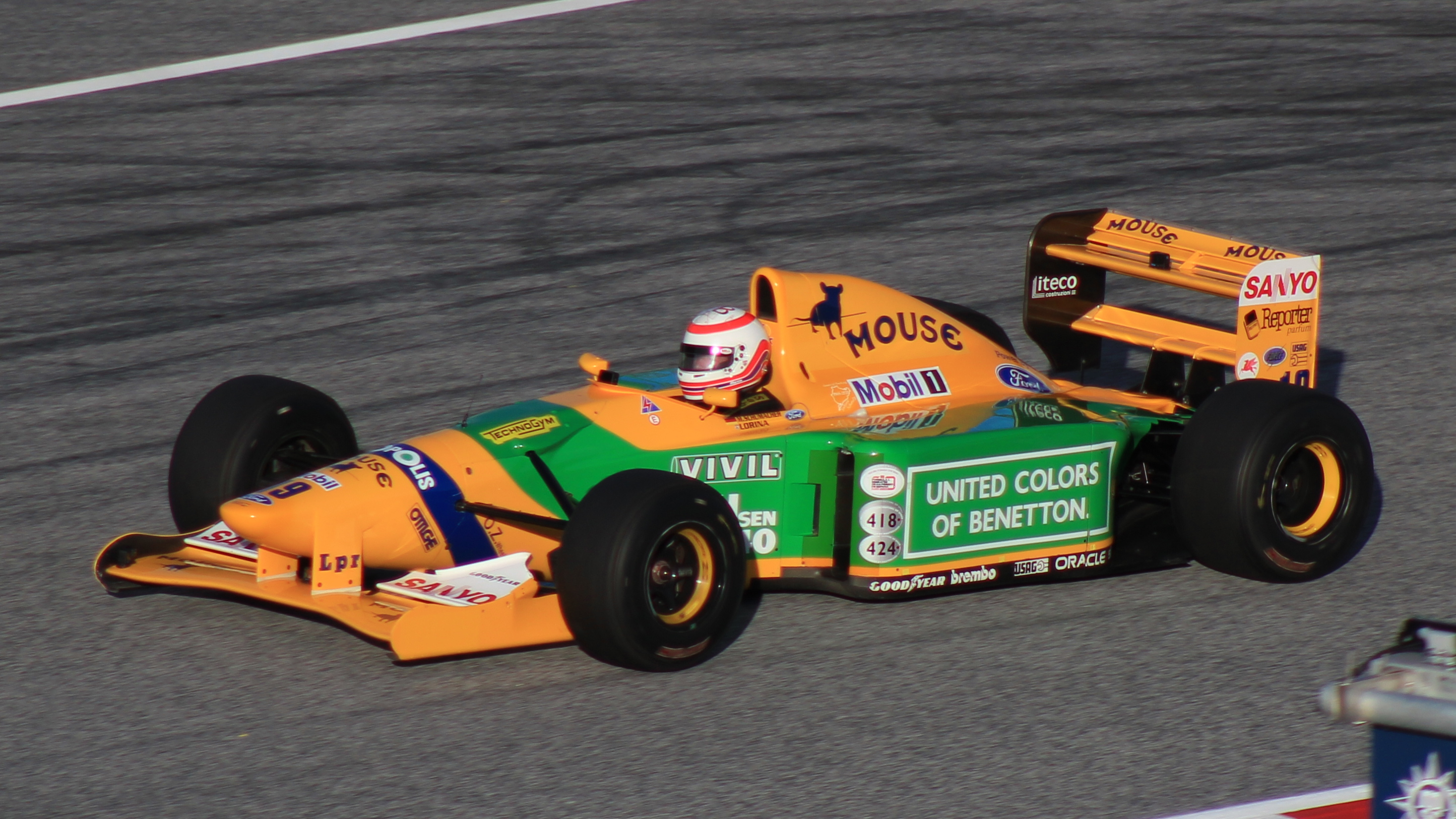
B192 beim Historic F1-Rennen in Spielberg 2022

Der Wagen wurde federführend konstruiert von Ross Brawn, Rory Byrne und Willem Toet. Er debütierte beim Großen Preis von Spanien 1992. In den 3 ersten Runden der Meisterschaft 1992 kam noch eine überarbeitete Version des B191 zum Einsatz. Im Laufe der Saison wurden mindestens 8 Chassis gebaut.
Obwohl der B192 im Vergleich zu einigen seiner erfolgreicheren Konkurrenten relativ konservativ konstruiert war, wurde er als Fortschritt für das Benetton-Team angesehen. Rory Byrnes Philosophie Evolution statt Revolution führte dazu, dass viele Merkmale dieses Autos in das Design von Schumachers titelgekrönten Benettons von 1994 und 1995 integriert wurden. Schumachers Sieg beim Großer Preis von Belgien 1992 sollte sich auch als der letzte Sieg für ein Formel-1-Auto mit herkömmlichem Schaltgetriebe erweisen.